# LINQ
Language Integrated Query (LINQ, si pronuncia "link") è un componente del .NET Framework di Microsoft che aggiunge funzionalità di interrogazione ai linguaggi .NET utilizzando una sintassi simile a SQL. LINQ è stato distribuito come componente del .NET Framework 3.5 il 19 novembre 2007.
LINQ estende il linguaggio con l'aggiunta di query expression, simili a dichiarazioni SQL, che possono essere utilizzate per estrarre e processare dati da array, classi enumerabili, documenti XML, database relazionali e sorgenti dati di terze parti.
Segue un breve esempio sull'uso di LINQ scritto in C#:
```
 
int
 
SomeValue
 
=
 
5
;
 

 
var
 
results
 
=
  
from
 
c
 
in
 
SomeCollection

                
let
 
x
 
=
 
SomeValue
 
*
 
2

                
where
 
c
.
SomeProperty
 
<
 
x

                
select
 
new
 
{
c
.
SomeProperty
,
 
c
.
OtherProperty
};

 
foreach
 
(
var
 
result
 
in
 
results
)

         
Console
.
WriteLine
(
result
);

```

## Architettura

### Standard Query Operator
LINQ definisce parole riservate e metodi che prendono il nome di Standard Query Operator. Le parole riservate vengono tradotte dal compilatore nelle chiamate ai metodi equivalenti. Per i metodi che non hanno una parola riservata equivalente, si utilizza la sintassi del metodo.

### Language extensions
LINQ definisce diverse estensioni di linguaggio che forniscono zucchero sintattico per la scrittura di query.
Di seguito le principali estensioni.

#### Query Syntax
Un linguaggio è libero di scegliere una sintassi per le query che verrà riconosciuto nativamente. Queste parole chiave del linguaggio devono essere tradotte dal compilatore in chiamate ai metodi LINQ appropriati.

#### Variabili con tipizzazione implicita
Questa estensione consente di dichiarare variabili senza specificarne i tipi. I linguaggi C# 3.0 e Oxygene le dichiarano con la parola chiave var. In VB9.0, la parola chiave Dim senza dichiarazione del tipo ha lo stesso scopo. Tali oggetti rimangono comunque fortemente tipizzati; per questi oggetti, il compilatore deduce i tipi delle variabili tramite inferenza dei tipi, il che consente di specificare e definire i risultati delle query senza dichiarare il tipo delle variabili intermedie.

#### Tipi anonimi
I tipi anonimi offrono un modo pratico per incapsulare un set di proprietà di sola lettura in un singolo oggetto, senza dover definire prima un tipo in modo esplicito. Questo è utile per gli operatori Select e Join, i cui tipi di risultato possono differire dai tipi degli oggetti originali. Il compilatore utilizza l'inferenza dei tipi per determinare i campi contenuti nelle classi e genera accessori e mutatori per questi campi.

#### Inizializzatori di oggetti
Gli inizializzatori di oggetti permettono di creare e inizializzare un oggetto in un unico ambito, come richiesto dagli operatori Select e Join.

#### Espressioni lambda
Le espressioni lambda consentono di scrivere predicati e altre funzioni di proiezione inline con una sintassi concisa e supportano la chiusura lessicale completa.